# Ângelo Moreira da Costa Lima

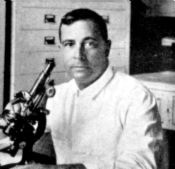
Ângelo Moreira da Costa Lima.

Ângelo Moreira da Costa Lima (Rio de Janeiro, 29 de junho de 1887 — Rio de Janeiro, 20 de maio de 1964) foi um médico, entomologista e pesquisador brasileiro cujo trabalho fundamentou os estudos da entomologia agrícola brasileira.

## Biografia
Atuou como inspetor sanitário no Pará, em um programa de controle da febre amarela coordenado por Oswaldo Cruz.
Em 1913, torna-se biologista do Instituto Oswaldo Cruz, integrando um grupo de pesquisa que ainda iniciava-se no estudo de diversos mosquitos, dentre eles o Aedes aegypti. No ano seguinte, tornou-se catedrático de Entomologia na ESAMEV, Escola Superior de Agricultura e Medicina Veterinária, atual UFRRJ.
Na ESAMEV, Costa Lima desenvolveu trabalhos memoráveis no campo da entomologia, área que o imortalizou, sendo considerado o maior entomologista do Brasil.
Em 8 de dezembro de 2006, foi inaugurado na UFRRJ o Espaço Memorial Costa Lima, como parte das comemorações dos 90 anos da Coleção Entomológica Costa Lima.